# Maria Molist
Maria Molist i Bartres, más conocida como Maria de Mataró (Mataró, c. 1870–Barcelona, 6 de octubre de 1933) fue una modista española.

## Biografía
Hija de una familia campesina, estableció un taller de modista en Mataró, que posteriormente trasladó a Barcelona, primero en la calle de Portaferrissa y, desde 1918, en la calle de Pau Claris. A inicios del siglo XX era una modista muy respetada y una figura representativa de la moda barcelonesa. Elaboraba cerca de doscientos modelos al año y las mujeres burguesas de la ciudad vestían sus creaciones, a las que reconocían un valor artístico. En alguna ocasión vistió a la reina Victoria Eugenia. Viajaba a menudo a París para ver los modelos, los tejidos y los catálogos, y adquirir telas y complementos para la temporada.
Coincidiendo con la época y el gusto modernista, Maria Molist trabajaba con tejidos delicadamente elaborados y sus creaciones combinaban bordados y blondas con sedas y gasas de la mejor calidad. De su obra, se conservan unos cuantos vestidos en el Museo del Diseño de Barcelona y en el Centro de Documentación y Museo Textil de Tarrasa.